# NGC 3250E
NGC 3250E је спирална галаксија у сазвежђу Шмрк (Пумпа) која се налази на NGC листи објеката дубоког неба.
Деклинација објекта је - 40° 4' 57" а ректасцензија 10h 29m 0,8s. Привидна величина (магнитуда) објекта NGC 3250 износи 12,5 а фотографска магнитуда 13,2. NGC 3250E је још познат и под ознакама ESO 317-34, MCG -7-22-13, IRAS 10268-3949, PGC 30865.